# Eratosthenes (crater)

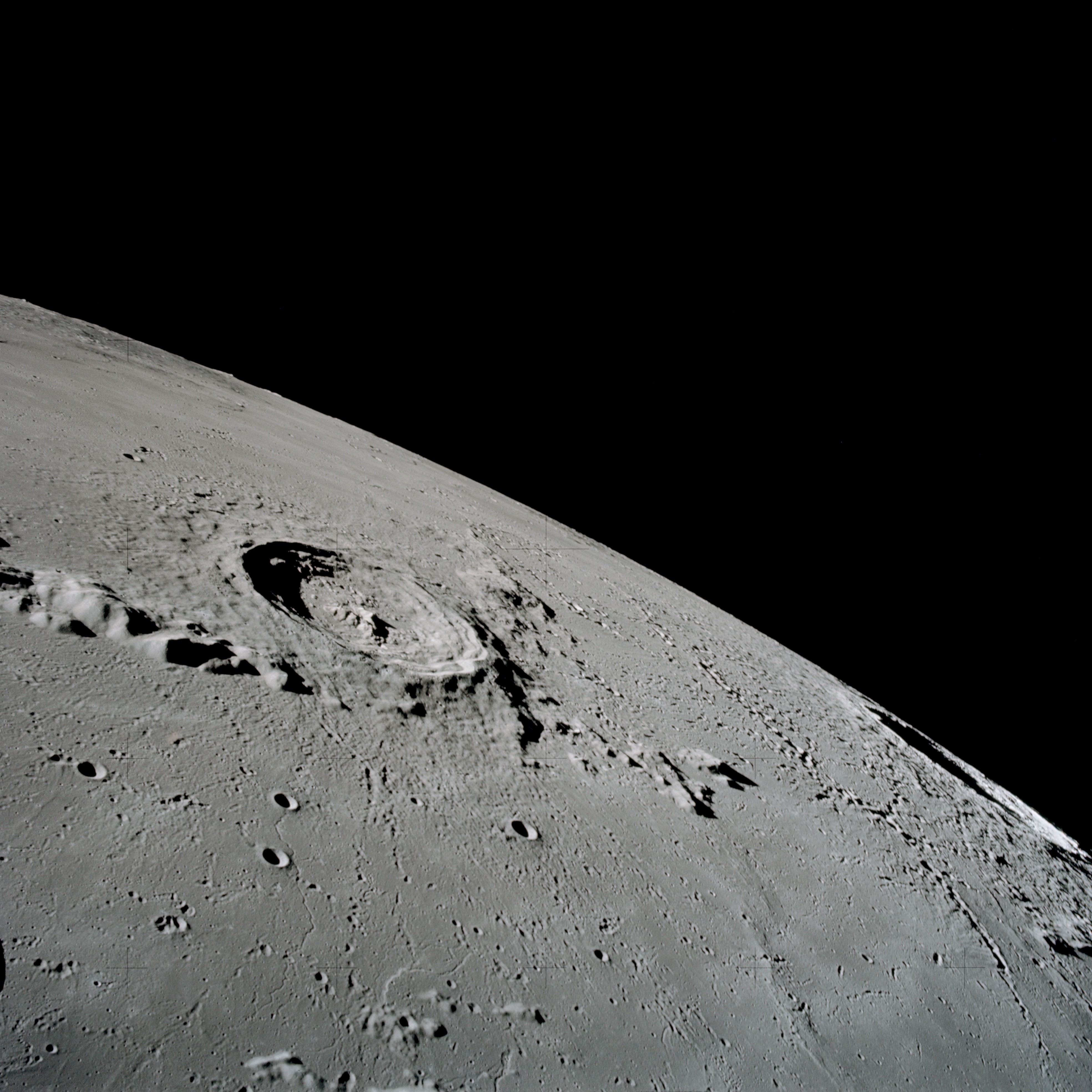
Vedere a craterului Eratosthenes de pe sonda Apollo 17 (Clișeu fotografic al NASA).

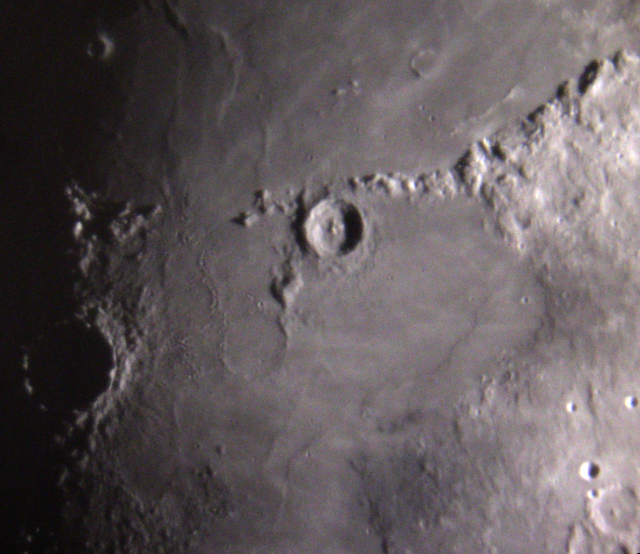
Vedere a craterului Copernicus (în stânga) și a craterelor Eratosthenes și Stadius (în centru).

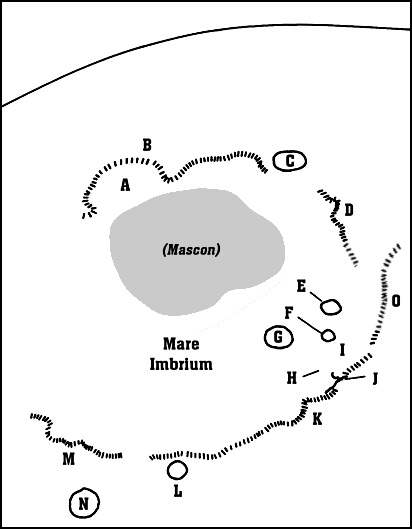
Harta detaliilor caracteristice ale Mării Imbrium. Craterul Eratosthenes este marcat cu „L”.

Eratosthenes este un crater de impact situat pe fața vizibilă a Lunii. Se situează între Mare Imbrium (Marea Ploilor) și Sinus Aestuum (Golful Torid), și marchează limita occidentală a lanțului Montes Apenninus. Craterul Marco Polo este situat la est, craterul Stadius este la sud-vest, iar craterul Copernicus la vest.

## Descriere
Craterul are o margine circulară bine definită, un perete interior terasat, vârfuri centrale de munte, o podea neregulată și o extremitate exterioară a ejectei.
Un alt crater, care se află la mai mult de un diametru distanță, la sud-sud-vest, este Stadius.
Eratosthenian este o perioadă a scării timpului „geologic” lunar denumită după acest crater.  Se presupune că acest crater s-a format în urmă cu circa 3,2 miliarde de ani, definind începutul acestei perioade. 

În 1851, astronomul Henry Blunt a construit un model al suprafeței Lunii în care apare și craterul Eratosthenes. Modelul se baza pe observațiile făcute de Blunt cu un telescop, de la casa sa din Shrewsbury, și a fost prezentat, în același an, la Marea Expoziție din Londra.
În anii 1910-1920, William H. Pickering a remarcat niște pete întunecate în crater care variau regulat în fiecare zi lunară. El a prezentat ideea speculativă că aceste pete păreau să migreze de-a lungul suprafeței, sugerând „turme” de mici forme de viață.Ideea a primit o atenție deosebită, în primul rând datorită reputației lui Pickering.

## Denumirea craterului
În 1935, Uniunea Astronomică Internațională a dat numele astronomului, geografului și matematicianului grec Eratostene din Cirene, acestui crater lunar.

## Cratere satelite

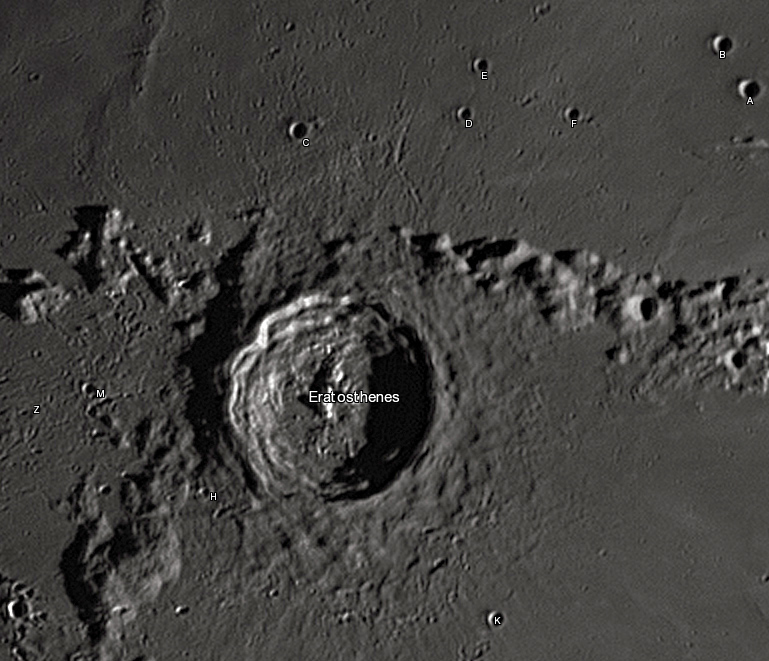
Craterul Eratosthes și cratere satelite

Craterele zise satelite sunt mici cratere situate în proximitatea craterului principal; ele sunt denumite cu același nume, însă însoțit de o literă majusculă complementară (chiar dacă formarea acestor cratere este independentă de formarea craterului principal). Prin convenție, aceste caracteristici sunt indicate pe hărțile lunare așezând litera pe punctul cel mai apropiat de craterul principal. 
Lista craterelor satelite ale craterului Eratosthenes :
| Eratosthenes | Latitudine | Longitudine | Diametru |
| ------------ | ---------- | ----------- | -------- |
| A            | 18.4° N    | 8.3° W      | 6 km     |
| B            | 18.7° N    | 8.7° W      | 5 km     |
| C            | 16.9° N    | 12.4° W     | 5 km     |
| D            | 17.5° N    | 10.9° W     | 4 km     |
| E            | 18.0° N    | 10.9° W     | 4 km     |
| F            | 17.7° N    | 9.9° W      | 4 km     |
| H            | 13.3° N    | 12.2° W     | 3 km     |
| K            | 12.9° N    | 9.2° W      | 5 km     |
| M            | 14.0° N    | 13.6° W     | 4 km     |
| Z            | 13.8° N    | 14.1° W     | 1 km     |